# Marcus Thornton (baloncestista de 1993)
Marcus Alexander Thornton (nacido el 9 de febrero de 1993 en Upper Marlboro, Maryland) es un baloncestista estadounidense. Con 1,91 metros (6 pies y 3 pulgadas) de estatura, juega en las posiciones de base y escolta en las filas del Lavrio B.C. de la A1 Ethniki griega.

## Trayectoria deportiva

### Universidad
Thornton jugó cuatro temporadas con los Tribe de la College of William and Mary, donde su dorsal #3 fue retirado por sus méritos.

#### Estadísticas
| Año     | Equipo         | PJ  | PT  | MPP  | %TC  | %3P  | %TL  | RPP | APP | ROB | TPP | PPP  |
| ------- | -------------- | --- | --- | ---- | ---- | ---- | ---- | --- | --- | --- | --- | ---- |
| 2011–12 | William & Mary | 32  | 14  | 27.8 | .371 | .336 | .707 | 2.4 | 1.3 | .3  | .2  | 11.1 |
| 2012–13 | William & Mary | 30  | 30  | 36.3 | .440 | .435 | .827 | 2.8 | 2.8 | .9  | .5  | 18.8 |
| 2013–14 | William & Mary | 32  | 30  | 35.6 | .435 | .403 | .779 | 2.3 | 2.8 | 1.1 | .2  | 18.7 |
| 2014–15 | William & Mary | 33  | 33  | 36.7 | .456 | .402 | .830 | 2.8 | 2.9 | .6  | .1  | 20.0 |
| Total   | Total          | 127 | 107 | 34.1 | .430 | .402 | .789 | 2.6 | 2.4 | .7  | .2  | 17.1 |

### Profesional
El 25 de junio de 2015, fue seleccionado en la posición número 45 del Draft de la NBA de 2015 por los Boston Celtics, convirtiéndose en el primer jugador de la William & Mary en ser elegido en el draft de formato moderno (dos rondas desde 1989).
En la temporada 2021-22, firma por el Medi Bayreuth de la Basketball Bundesliga, la primera categoría del baloncesto alemán.